# Красна Поляна (Старошайговський район)
Кра́сна Поля́на (рос. Красная Поляна, ерз. Краснай Поляна) — селище у складі Старошайговського району Мордовії, Росія. Входить до складу Старошайговського сільського поселення.
Населення — 26 осіб (2010; 46 у 2002).
Національний склад (станом на 2002 рік):
- мокшани — 96 %